# Maserati Kyalami
La Maserati Kyalami è un'automobile con carrozzeria coupé realizzata dalla casa automobilistica italiana Maserati, prodotta dal 1976 al 1983.

## La storia

### Il contesto
Nel 1974, in un periodo di agitazione finanziaria, la Citroën aveva messo in liquidazione la Maserati, di cui era proprietaria. Maserati passò quindi nelle mani di un consorzio formata dalla GEPI e Alejandro De Tomaso, proprietario e fondatore della De Tomaso Automobili.
Nel pieno di un periodo di riorganizzazione aziendale, De Tomaso si trovò così nella difficile situazione di dover mettere in cantiere una nuova coupé ammiraglia Maserati nonostante le ristrettezze finanziarie in cui si trovava.
Non avendo le risorse necessarie per progettare una nuova automobile da zero, la soluzione fu quella di partire da un progetto esistente: la De Tomaso Longchamp.

### La Longchamp e la Kyalami

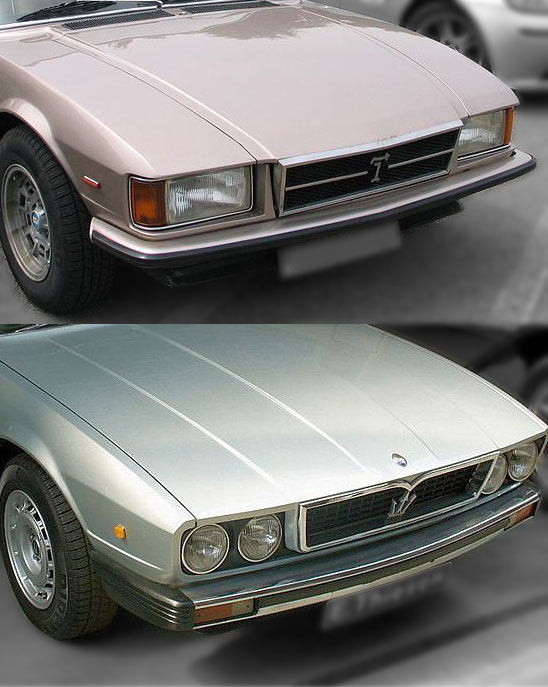
Confronto tra il frontale della De Tomaso Longchamp (in alto) e della Maserati Kyalami (in basso).

La Longchamp era una coupé a quattro posti che De Tomaso aveva affiancato alla sua berlina a quattro porte, la Deauville. Disegnata da Tom Tjaarda per Ghia, era piuttosto squadrata e conservatrice nelle forme ispirate dalla Mercedes SLC; motorizzata con un V8 small block Ford 351 Cleveland prodotto negli Stati Uniti, non aveva tuttavia riscosso grande successo.
De Tomaso affidò il non facile compito di fare della Longchamp una Maserati a Pietro Frua.
Frua mise mano al disegno di Tjaarda e il risultato fu la Kyalami: 25 mm più bassa, 50 più lunga e 20 più larga dell'auto da cui derivava.
Doppi fari tondi sostituivano quelli rettangolari della Longchamp, un nuovo cofano scolpito a tutta ampiezza che culminava in una calandra più sottile ed arrotondata, tipicamente Maserati; i paraurti erano stati snelliti e inediti fari posteriori allungati enfatizzavano la larghezza della vettura. Frua provvide anche a stondare molti spigoli vivi della carrozzeria, a far montare paraurti avvolgenti meno invadenti ed a spostare gli sfoghi d'aria dell'abitacolo dal montante C ai lati del lunotto posteriore.
Tutti questi cambiamenti enfatizzavano l'eleganza classica della vettura, che alla fine assomigliava molto alla Maserati Mexico della Vignale.
Fu l'ultima Maserati disegnata da Pietro Frua, dopo 25 anni di collaborazione.

### La nascita
La Kyalami, siglata internamente Tipo 129, venne quindi presentata al Salone dell'automobile di Ginevra del 1976. La Kyalami non seguiva la tradizione Maserati di dare alle proprie vetture l'evocativo nome di un vento (Mistral, Ghibli, Khamsin, Bora), bensì quella altrettanto affermata di battezzare le proprie vetture col nome di un circuito teatro di una vittoria sportiva (Sebring, Indy, Mexico).
Proprio al Circuito di Kyalami, infatti, la Cooper T81 Maserati di Pedro Rodríguez motorizzata col motore Maserati V12 Tipo 10/F1 si era aggiudicata il Gran Premio del Sud Africa di Formula 1 del 1967.

## La tecnica
La carrozzeria, molto simile a quella della De Tomaso Longchamp, era quella di una coupé a due porte e quattro posti. Con la Kyalami la Maserati ritornava perciò a produrre una grande coupé a tre volumi, perfetta erede della Mexico, cui peraltro somigliava.
Se il pianale d'acciaio era quello della Longchamp, la meccanica era chiaramente Maserati, imparentata con quella della futura Quattroporte III.
Per il propulsore la scelta cadde sul V8 bialbero di 4,2 litri e 265 CV a 6000 giri/min; dal 1978 venne resa disponibile anche una versione con un V8 di 4,9 litri e 290 CV. Successivamente un inasprimento delle normative sulle emissioni inquinanti costrinse la Maserati ad adottare un nuovo impianto di scarico, che ridusse la potenza del 4.2 a 253 CV. Il motore era accoppiato ad un cambio manuale ZF a 5 marce, oppure su richiesta ad un automatico a 3 marce Borg-Warner.
Le sospensioni erano indipendenti a quadrilateri deformabili sulle quattro ruote; quello posteriori avevano la particolarità di essere montate su un telaio ausiliario, soluzione derivata dalla Maserati Khamsin. Un'altra particolarità condivisa con la Khamsin erano i doppi serbatoi per il carburante, collocati all'altezza del bagagliaio, uno per lato. I freni erano tutti a disco ventilati, con doppio circuito idraulico servoassistito, con quelli posteriori entrobordo; era di serie un servosterzo autocentrante della ZF.

### La Kyalami 4.9
A partire dal 1978 fu offerta anche la Kyalami con il più potente motore V8 da 4930 cm³, la Tipo 129/49. Era l'otto cilindri bialbero che aveva debuttato sulla Ghibli SS qualche anno prima, lo stesso della Khamsin. Con 280 CV a 5.600 giri/min la velocità massima saliva a 245 km/h e la guida risentiva positivamente dell'abbondante coppia.
Anche il V8 4.9 fu penalizzato dalle normative sulle emissioni inquinanti, e dovette adottare un impianto di scarico più restrittivo che ne ridusse la potenza a 257 CV. Con questa motorizzazione era offerto di serie il cambio automatico a 3 marce Borg Warner, mentre il manuale a cinque rapporti era optional.

## L'abitacolo
Gli interni della Kyalami riflettevano i gusti della clientela per cui era costruita: eleganza e lusso discreti, comfort e guida rilassata. Come si conviene ad una Gran Turismo, l'abitacolo della Kyalami era ampio e spazioso. Grazie alla forma squadrata del tetto anche per i due passeggeri posteriori vi era abbondante spazio in altezza. Gli interni erano completamente rivestiti in pregiata pelle Connolly con l'unica eccezione la plancia, la quale era invece foderata in camoscio per ridurre i riflessi sul parabrezza. Spessi sovratappeti completavano la dotazione.
Come da tradizione Maserati la Kyalami offriva una strumentazione molto completa, prodotta dalla Jaeger: oltre al tachimetro ed al contagiri montati di fronte al pilota, vi erano infatti altri cinque strumenti analogici montati sulla plancia, al di sopra del tunnel della trasmissione. Il conducente disponeva così di un indicatore del livello di carica della batteria e del carburante, termometro dell'olio, termometro dell'acqua e di un orologio.
Sulla console centrale erano riportati i comandi dell'aria condizionata, dei vetri elettrici e, naturalmente, la leva del cambio.
Nonostante l'ingombro dei doppi serbatoi di carburante, il bagagliaio aveva un'adeguata capacità di circa 250 litri.

## La produzione
Tra il 1976 e il 1983 vennero vendute solo 210 Kyalami, di cui 25 dotate del cambio automatico; 43 esemplari (quasi il 25% della produzione) furono importati in Inghilterra. Non c'è tuttavia unanimità sui numeri della produzione, che variano tra i 180 e 210 esemplari; quelli riportati sono tratti dalla pubblicazione "Maserati. Catalogue Raisonné 1926-2003" di Gianni Cancellieri.
| Anno               | 1976 | 1977 | 1978 | 1979 | 1980 | 1981 | 1982 | 1983 |
| Esemplari prodotti | 3    | 59   | 72   | 24   | 15   | 22   | 8    | 7    |

A causa della sua rarità le riviste specializzate hanno parlato molto poco della Kyalami; tuttavia l'esperienza diretta dei proprietari, tra i quali il fondatore di Quattroruote Gianni Mazzocchi, ha confermato la validità del telaio, un'ottima maneggevolezza nonché l'eccellente erogazione di coppia e potenza del V8 4.9. Purtroppo, come altre Maserati a lei contemporanee, la Kyalami non ha avuto il successo che le sue doti superiori alla media della concorrenza le facevano meritare.